# Pakkapol Maimard
Pakkapol Maimard (thailändisch ภัคพล ไหมหมาด; * 28. März 2002) ist ein thailändischer Fußballspieler.

## Karriere
Pakkapol Maimard erlernte das Fußballspielen in der Jugendmannschaft von Bangkok United. Hier unterschrieb er am 1. Januar 2022 seinen ersten Profivertrag. Der Verein aus der Hauptstadt Bangkok spielte in der ersten Liga. In der Rückrunde der Saison 2021/22 kam er für den Erstligisten nicht zum Einsatz. Im August 2022 wurde er an den Drittligisten Samut Prakan FC ausgeliehen. Mit dem Verein aus Samut Prakan spielte er 26-mal in der Bangkok Metropolitan Region der Liga. Ende Mai 2023 kehrte er nach Bangkok zurück. Anfang August 2023 wechselte er ebenfalls auf Leihbasis zum Zweitligisten Ayutthaya United FC. Sein Zweitligadebüt für den Verein aus Ayutthaya gab er am 13. August 2023 (1. Spieltag) im Auswärtsspiel gegen den Zweitligaaufsteiger Dragon Pathumwan Kanchanaburi FC. Bei dem 1:0-Auswärsterfolg wurde er in der 78. Minute für Nantawat Kokfai eingewechselt. Am Ende der Saison 2023/24 belegte er mit dem Klub den sechsten Tabellenplatz und qualifizierte sich somit für die Aufstiegsspiele zur ersten Liga. Hier konnte man sich jedoch nicht durchsetzen. Am Ende der Saison 2024/25 feierte er mit Ayutthaya die Vizemeisterschaft der zweiten Liga sowie den Aufstieg in die erste Liga.

## Erfolge
Ayutthaya United FC
- Thailändischer Zweitligavizemeister: 2024/25  ▲